# Condado de San Carlos
El condado de San Carlos es un título nobiliario español creado por Real Decreto el 29 de octubre de 1781 y el correspondiente Real Despacho el 24 de noviembre del mismo año por el rey Carlos III de España, a favor de Joaquín Manuel de Azcona y Buega, prior del Consulado de Lima (Virreinato del Perú), caballero de la Orden de Calatrava.
Luego de la declaración de Independencia del Perú de la Corona española en 1821, el II conde decidió permanecer en el país y se acogió a la disposición del Protectorado que revalidó los antiguos títulos de Castilla como Títulos del Perú. El 23 de mayo de 1822, el Gobierno peruano confirmó al antiguo condado bajo la denominación de Condado de San Joaquín, el mismo que solo fue reconocido bajo las leyes peruanas hasta 1823 cuando el Primer Congreso peruano abolió los títulos de nobleza.
Este título español fue rehabilitado, en 1924, por el rey Alfonso XIII de España a favor de María de las Mercedes de la Plaza y Zumelzu, como III condesa de San Carlos.

## Condes de San Carlos
|                                 | Titular                                     | Periodo                 |
| Creación por Carlos III         | Creación por Carlos III                     | Creación por Carlos III |
| ------------------------------- | ------------------------------------------- | ----------------------- |
| I                               | Joaquín Manuel de Azcona y Buega            | 1781-                   |
| II                              | Joaquín Dionisio de Azcona Sanz             |                         |
| Rehabilitación por Alfonso XIII |                                             |                         |
| III                             | María de las Mercedes de la Plaza y Zumelzu | 1924-                   |
| IV                              | Carlos Gil-Delgado y de la Plaza            | 1929-                   |
| V                               | Carlos María Gil-Delgado y Friginal         | 1993-actual titular     |

## Historia de los condes de San Carlos
- Joaquín Manuel de Azcona y Buega, I conde de San Carlos, prior del Tribunal del Consulado de Lima.

1. Casado con María Ana Sanz Sola. Le sucedió su hijo:

- Joaquín Dionisio de Azcona Sanz, II conde de San Carlos, teniente coronel de milicias. Luego de la declaración de Independencia del Perú, permaneció en el país y fue oficialmente reconocido como "Conde de San Joaquín" como parte de los llamados Títulos del Perú.

1. Casado en 1791 con María Antonia de Salazar y Carrillo de Córdova, hija de José Rafael de Salazar y Traslaviña.

Rehabilitado en 1924 por:
- María de las Mercedes de la Plaza y Zumelzu, III condesa de San Carlos.

1. Casó con Carlos Gil-Delgado y Armada, IV marqués de Berna. En 1929 le sucedió su hijo:

- Carlos Gil-Delgado y de la Plaza, IV conde de San Carlos.

1. Casó con María Luisa Friginal y Fernández-Villaverde. Le sucedió su hijo:

- Carlos María Gil-Delgado y Friginal (n. en 1952), V conde de San Carlos.

1. Casó con Prisca de Medina y Figueroa.